# 艾切格
艾切格，是匈牙利诺格拉德州所辖的一个村。总面积24.10平方公里，总人口1243，人口密度51.6人/平方公里（2011年1月1日）。